# Entomobryomorpha
Entomobryomorpha é uma ordem de artrópodes, que inclui as seguintes famílias:
- Isotomoidea
- Coenaletoidea
- Tomoceroidea
- Entomobryoidea